# Чуприн, Михаил Русланович
Михаил Русланович Чуприн (укр. Михайло Русланович Чупрін; 19 апреля 1990, Красный Луч — 19 марта 2022, Мариуполь, Украина) — старший лейтенант бригады «Азов» Национальной гвардии Украины, участник российско-украинской войны. Герой Украины (2022, посмертно).

## Биография
Михаил Чуприн родился 19 апреля 1990 года в городе Красный Луч в Луганской области. В 2013 окончил Донецкий государственный технический университет по специальности «Промышленное и гражданское строительство».
С началом российско-украинской войны на востоке Украины Михаил Чуприн перевёз мать на подконтрольную Украине территорию, а сам пошёл защищать свою страну. В то время в структуре «Азов» формировалось танковое подразделение и с марта 2015 года после получения первых трёх танков, начались учения. Михаил Чуприн стал наводчиком одного из этих танков. Первые бои в которых он принял участия были за Широкино весной-летом 2015 года, когда они одержали победу. После тяжелого ранения в голову командира танка с позывным «Шира» Михаил Чуприн был назначен командиром своего танка. Затем стал офицером, в сентябре 2020 года возглавил танковую роту.
С началом полномасштабного российского вторжения на территорию Украины 31-летний командир танковой роты ОЗСП НГУ «Азов» старший лейтенант Михаил Чуприн вместе со своим подразделением защищал Мариуполь. Он держал оборону вдоль улицы Набережной, по которой, главным образом, наступали российские войска.
С 25 февраля по 12 марта 2022 года танкисты роты под командование «Чупа» отразили восемь попыток прорыва обороны. В тяжелых условиях азовцам удалось выстоять во время вражеских обстрелов из ствольной артиллерии и реактивных систем залпового огня «Град». В частности, экипаж танка Т-64 под командованием старшего лейтенанта Михаила Чуприна уничтожил семь танков врага, пять бронемашин и около десятка грузовиков, при этом пришедшие на украинскую землю россияне потеряли до двух взводов живой силы.
13 марта 2022 года при попытке прорыва обороны города со стороны посёлка Старый Крым старший лейтенант Чуприн лично уничтожил три танка, два бронетранспортера и около взвода пехоты противника. Такие действия танкистов значительно замедлили темпы продвижения врага в Мариуполь.
19 марта 2022 Михаил Чуприн вместе с наводчиком танка сержантом Русланом Живолупом приняли свой последний бой в танке, который был уже подбит и не мог двигаться. Они использовали танк как неподвижную огневую точку. В конце концов, российские войска смогли попасть в «азовский» Т-64 и убить двух воинов.
25 марта 2022 года Михаила Чуприна посмертно наградили званием Героя Украины.

## Награды
- Звание Герой Украины с вручением ордена «Золотая Звезда» (25 марта 2022) — «за мужество, героизм и высокий профессионализм, проявленные в защите государственного суверенитета и территориальной целостности Украинского государства, верность военной присяге»[4].